# Amfoternost
Amfoternost je lastnost snovi, da lahko reagira kot kislina ali kot baza. Izraz izhaja iz grške besede ἀμφότεροι (amfoteroi), ki pomeni »oba«.  Amfoterni so oksidi in hidroksidi mnogih kovin, na primer cinka, kositra, svinca, aluminija in berilija  in večine polkovin.
Drugi razred amfoternih spojin so amfiprotične molekule, ki lahko donirajo (oddajo)  ali akceptirajo (sprejmejo) proton. Takšne so na primer amino kisline in proteini, ki imajo amino in karboksilno skupino in samoionizirajoče spojine, kakršna sta voda in amonijak.

## Amfoterni oksidi in hidroksidi[2]
Značilen primer amfoternega oksida je cikov oksid (ZnO), ki v kislem in bazičnem okolju reagira različno:
v kislinah: ZnO + 2H+ → Zn2+ + H2O
v bazah: ZnO + H2O + 2OH- → [Zn(OH)4]2-
To značilnost se izkorišča za ločevanje kationov, na primer cinka od mangana.
Aluminijev hidroksid (Al(OH)3) lahko reagira kot 
baza in nevtralizira kislino: Al(OH)3 + 3HCl → AlCl3 + 3H2O
ali kislina in nevtralizira bazo: Al(OH)3 + NaOH → Na[Al(OH)4]
Podobno se obnašajo tudi drugi oksidi in hidroksidi nekaterih drugih elementov, na primer Be, Si, Ti, V, Fe, Co, Ge, Zr, Ag, Sn, Pb in Au.

## Amfiprotične molekule
Po Brønsted-Lowryjevi teoriji kislin in baz so kisline donorji, baze pa akceptorji protona. Amfiprotične molekule (ali ioni) lahko ali donirajo ali akceptirajo proton, se pravi da se obnašajo ali kot kisline ali kot baze. Takšne lastnosti imajo na primer voda, amino kisline, hidrogen karbonatni ion (HCO3-) in hidrogen sulfatni ion (HSO4-). Vse omenjene molekule vsebujejo vodikov atom in lahko delujejo kot kisline ali baze, zato so amfoterne.

### Primeri
Pogost primer amfiprotične spojine je hidrogen karbonatni ion, ki se lahko obnaša
kot kislina: HCO3- + H2O → H2CO3 + OH-
ali kot baza: HCO3- + H2O → CO32- + H3O+
torej lahko učinkovito akceptira ali donira proton.
Drug zelo značilen primer je voda, ki s hidrogen kloridom deluje kot 
baza: H2O + HCl → H3O+ + Cl-,
z amonijakom pa kot kislina: H2O + NH3 → NH4+ + OH-